# Finał Pucharu Polski w piłce nożnej 1980
Finał Pucharu Polski w piłce nożnej 1980 – mecz piłkarski kończący rozgrywki Pucharu Polski 1979/1980 oraz mający na celu wyłonienie triumfatora tych rozgrywek, który został rozegrany 9 maja 1980 roku na Stadionie Miejskim w Częstochowie pomiędzy Legią Warszawa a Lechem Poznań. Trofeum po raz 6. wywalczyła Legia Warszawa, która uzyskała tym samym prawo gry w Pucharze Zdobywców Pucharów 1980/1981.
Przed i w trakcie meczu doszło do awantur z udziałem kibiców. Na kilka godzin przed spotkaniem toczone były bójki na ulicach Częstochowy. Na trybunach stadionu wyrywane były ławki, nad głowami kibiców latały szklane butelki i kamienie. Po kilku godzinach do miasta przyjechały posiłki milicji z Sosnowca czy Gliwic. Według tajnej notatki milicji dotyczącej tych wydarzeń, "w wyniku bójek i awantur na stadionie doznało uszkodzeń ciała ogółem 26 osób, w tym 5 ciężkich".

## Szczegóły meczu
| 9 maja 1980 16:15 | Legia Warszawa · Kusto 23', 57' · Okoński 34' · Topolski 38' · Sikorski 54' | 5:03:0Raport | Lech Poznań | Stadion Miejski, Częstochowa Widzów: 22 000 Sędzia: Jerzy Kacprzak (Gdynia) |
|                   |                                                                             |              |             |                                                                             |

| Legia Warszawa: Legia Warszawa |  |                   |
|                                |  |                   |
| BR                             |  | Jacek Kazimierski |
| OB                             |  | Adam Topolski     |
| OB                             |  | Paweł Janas       |
| OB                             |  | Stefan Majewski   |
| OB                             |  | Ryszard Milewski  |
| OB                             |  | Edward Załężny    |
| PO                             |  | Zbigniew Kakietek |
| PO                             |  | Janusz Baran      |
| NA                             |  | Marek Kusto       |
| NA                             |  | Witold Sikorski   |
| NA                             |  | Mirosław Okoński  |
| Zmiany:                        |  |                   |
| Trener:                        |  |                   |
| Lucjan Brychczy                |  |                   |

| Lech Poznań: Lech Poznań |  |                       |  |     |
|                          |  |                       |  |     |
| BR                       |  | Piotr Mowlik          |  |     |
| OB                       |  | Krzysztof Pawlak      |  |     |
| OB                       |  | Józef Szewczyk        |  |     |
| OB                       |  | Andrzej Grześkowiak   |  |     |
| OB                       |  | Hieronim Barczak      |  |     |
| PO                       |  | Zbigniew Krawczyk     |  |     |
| PO                       |  | Leszek Piekarczyk     |  |     |
| PO                       |  | Janusz Woliński       |  | 46' |
| NA                       |  | Zbigniew Stelmasiak   |  |     |
| NA                       |  | Romuald Chojnacki     |  |     |
| NA                       |  | Ryszard Szpakowski    |  | 29' |
| Zmiany:                  |  |                       |  |     |
| OB                       |  | Remigiusz Marchlewicz |  | 29' |
| NA                       |  | Piotr Grobelny        |  | 46' |
| Trener:                  |  |                       |  |     |
| Wojciech Łazarek         |  |                       |  |     |

| Puchar Polski w piłce nożnej 1979/1980 Zwycięzcy |
| ------------------------------------------------ |
| Legia Warszawa 6. Tytuł                          |